# Xe législature de la Chambre des députés (Tunisie)
Xe législature
IXe CdD XIe CdD
Palais du Bardo
La Xe législature de la Chambre tunisienne des députés est une législature ouverte le 15 novembre 1999 et close le 17 novembre 2004. 

## Composition de l'exécutif
- Présidents de la République : 
  - Zine el-Abidine Ben Ali, réélu le 24 octobre 1999 ;
- Premier ministre :
  - Mohamed Ghannouchi

## Composition de la Chambre des députés
La Chambre des députés compte 182 sièges.

### Groupes politiques
| Rassemblement constitutionnel démocratique (RCD) | 148 |
| Mouvement des démocrates socialistes (MDS)       | 13  |
| Parti de l'unité populaire (PUP)                 | 7   |
| Union démocratique unioniste (UDU)               | 7   |
| Mouvement Ettajdid                               | 5   |
| Parti social-libéral (PSL)                       | 2   |
| Sources : Assemblée des représentants du peuple  |     |

### Bureau
- Fouad Mebazaa, président
- Afif Chiboub, premier vice-président
- Chedlia Boukhchina, deuxième vice-présidente

## Gouvernement
- Gouvernement Ghannouchi I